# Лион (Звездара)
Лион је назив за део града Београда који чини неколико оближњих улица позиционираних око некадашње кафане Лион која се налазила на углу улица Милоша Зечевића и Булевара краља Александра.
До Лиона градским превозом можете стићи трамвајским линијама: 5, 6, 7 и 14.

## Име
Насеље је добило име по кафани Лион, названој по истоименом француском граду која се налазила на западном углу улица Милоша Зечевића и Булевара краља Александра
Северним рубом овог краја некада је текао Булбулдерски поток, назван по турској речи за славуја (Булбул), јер је у крају некада живело доста ових птица. Славујев венац би био слободнији превод речи „булбулдер” ("славујев венац" или славујево брдо > булбул - славуј; дере > брдо).

## Положај
Лион се граничи са насељима: Булбулдером на североистоку, Ђермом на западу, Црвеним крстом на југозападу, Врачаром на југу и Цветковом пијацом на истоку.
Административно речено, границе МЗ "Славујев Поток" су: ул. Тршћанска (према западу и звездарској МЗ Вуков Споменик), ул. Димитрија Туцовића (север, према МЗ Булбулдер и МЗ Звездара), ул. Господара Вучића (исток, МЗ Звездара) и Булевар Краља Александра, некада Револуције (југозапад, према МЗ Липов Лад и Ђерам). Ово је можда једина звездарска месна заједница која се не граничи са неком другом општином.
Као и суседна МЗ "Вуков Споменик" и Славујев поток заузима јужну долинску страну Булбулдерског потока, који је некада текао правцем улице Димитрија Туцовића, тако да је крај нагнут према тој улици, као и према западу-северозападу, у правцу којим је поток текао.

## Карактеристике
Већи део МЗ и краја је посвећен становању. У њој постоје и следеће установе: Шеста београдска гимназија и Геодетска школа, Звездара театар, Антитуберкулозни диспанзер, Завод за статистику, Клиничко-Болнички Центар, Градска Болница и Основне Школе Јелена Ћетковић и Вељко Дугошевић. Вртић "Славуј" у Чеде Мијатовића је отворен 3. децембра 1977. Под Лионом се подразумева и крај источно од Батутове улице, где се налази терен Хајдука са Лиона.
Према попису од 2002. године, подручје (МЗ) има 5509 становника.

## Историја
Пре Другог светског рата, Лион је био комерцијални центар на Булевару, с многим трафикама и дућанима, књижарама и занатским радњама. Кафана "Лион" је била омиљено место предратних државних службеника, официра и учитеља, позната по турнирима у билијару, шаху и доминама, као и по недељним игранкама за младе.